# Reguła znaków Kartezjusza

Przykład zachodzenia reguły znaków: podany wielomian ma dwie zmiany znaków w kolejnych członach (+4x−15x^{2}, −5x^{3}+3x^{4}) i dwa pierwiastki dodatnie (x = 1, 2).

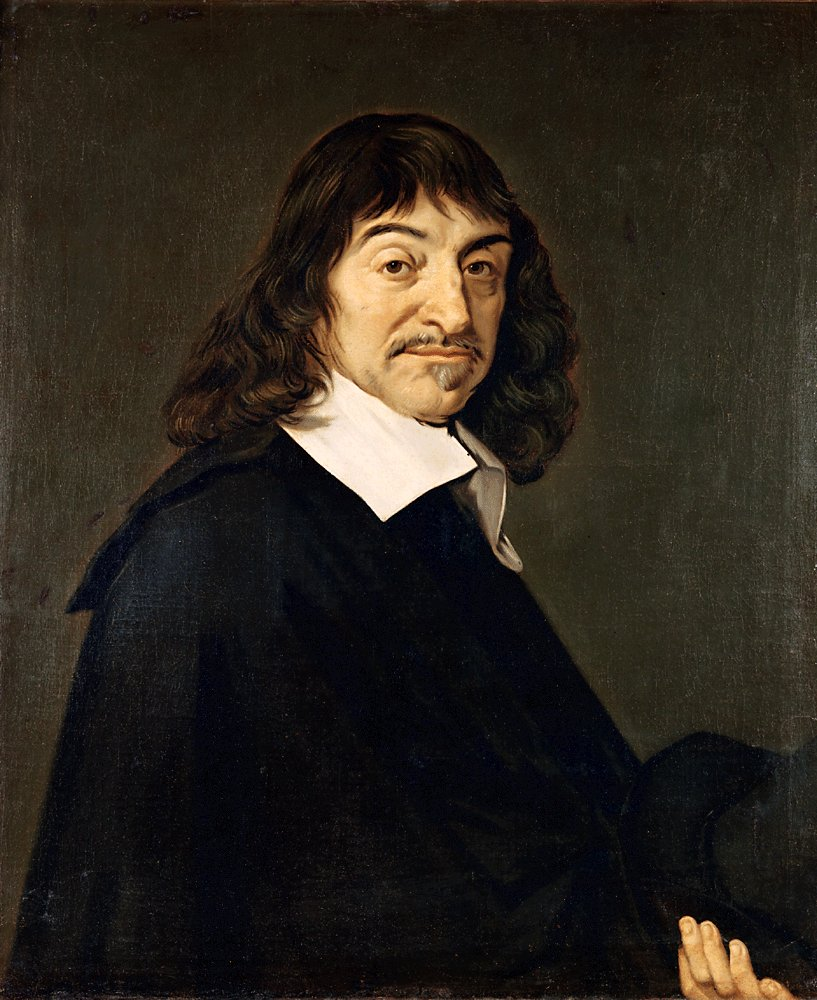
Kartezjusz, fr. René Descartes (1596–1650)

Reguła znaków Kartezjusza – twierdzenie algebry dotyczące wielomianów o współczynnikach rzeczywistych. Mówi ono o liczbie dodatnich miejsc zerowych takich funkcji, a w konsekwencji pozwala oszacować też liczbę pierwiastków ujemnych, wszystkich rzeczywistych oraz z innego zakresu. W pewnych przypadkach reguła ta podaje dokładną liczbę miejsc zerowych w niektórych przedziałach, np. o określonym znaku.
Reguła znaków mówi o wielomianach jednej zmiennej rzeczywistej o rzeczywistych współczynnikach {\displaystyle (f\in \mathbb {R} [X]),} uporządkowanych według malejących potęg zmiennej: {\displaystyle f(x)=a_{n}x^{n}+a_{n-1}x^{n-1}+\ldots +a_{0}.} Twierdzenie to szacuje liczbę {\displaystyle p} dodatnich pierwiastków tego wielomianu {\displaystyle (f(x_{0})=0,x_{0}>0),} liczonych wraz z krotnością. Reguła znaków wiąże {\displaystyle p} z liczbą {\displaystyle s} zmian znaków między kolejnymi niezerowymi współczynnikami wielomianu; zgodnie z twierdzeniem {\displaystyle p} jest równe {\displaystyle s} lub mniejsze od niego o liczbę parzystą: {\displaystyle p\leqslant s,\ 2|(s-p),} krótko: {\displaystyle s-p\in 2\mathbb {N} .} W szczególności: jeśli {\displaystyle s} wynosi zero lub jeden, to również {\displaystyle p} wynosi odpowiednio zero lub jeden.
Problem ten badał Kartezjusz; w dziele Geometria przedstawił tę regułę, choć pierwszy poświadczony dowód jest późniejszy. Podał go w XVIII wieku Jean Paul de Gua de Malves, a pełne sformułowanie – opisane niżej – podał w XIX wieku Carl Friedrich Gauss. Twierdzenie to można udowodnić, korzystając z indukcji matematycznej, twierdzenia Rolle’a i własności pochodnych wielomianów. Nazwa reguły pojawiła się najpóźniej w 1809 roku w języku angielskim.
Uogólnieniem tego faktu jest twierdzenie Sturma, znajdujące liczbę pierwiastków wielomianu rzeczywistego w dowolnym przedziale liczbowym – nie tylko w dwóch nieskończonych przedziałach wszystkich liczb dodatnich {\displaystyle (\mathbb {R} _{+})} lub ujemnych {\displaystyle (\mathbb {R} _{-}).}

## Przykłady

### Przykład trójmianu kwadratowego
W wielomianie
{\displaystyle f(x)=x^{2}-2x+1}
mamy dwie zmiany znaku, zatem nasz wielomian ma zero lub dwa dodatnie pierwiastki. W istocie ma jeden dwukrotny: {\displaystyle f(x)=(x-1)^{2}.}

### Przykład funkcji kubicznej
W wielomianie
{\displaystyle g(x)=x^{3}+x^{2}-x-1}
zachodni jedna zmiana znaku – między drugim a trzecim składnikiem {\displaystyle (+x^{2}-x).} Stąd wielomian ma dokładnie jeden pierwiastek dodatni. Widać to wyraźnie po rozłożeniu wielomianu na czynniki:
{\displaystyle g(x)=(x+1)^{2}(x-1),}
−1 jest pierwiastkiem dwukrotnym, jedynym dodatnim jest 1.
Zmieniając znak na przeciwny przy nieparzystych potęgach wielomianu, otrzymuje się wielomian:
{\displaystyle g(-x)=-x^{3}+x^{2}+x-1.}
Tu znak zmienia się dwukrotnie, między pierwszym a drugim oraz między trzecim a czwartym składnikiem. Zatem wielomian wyjściowy ma dwa lub zero pierwiastków ujemnych.

### Przykład wielomianu 4. stopnia
Podobnie, kolejne współczynniki wielomianu:
{\displaystyle h(x)=x^{4}+2x^{3}-x^{2}+5x-1}
mają znaki: +, +, −, +, −,, tzn. znak zmienia się trzy razy. Zgodnie z regułą Kartezjusza wielomian ma bądź trzy, bądź jeden pierwiastek dodatni. Ponieważ po zastąpieniu {\displaystyle x} przez {\displaystyle -x} pierwiastki wielomianu zmieniają znaki, a po zastąpieniu {\displaystyle x} przez {\displaystyle x+h} pierwiastki zmniejszają się o {\displaystyle h,} to za pomocą reguły Kartezjusza można również oszacować liczbę pierwiastków większych od {\displaystyle h.} W powyższym przykładzie zastąpienie {\displaystyle x} przez {\displaystyle -x} daje:
{\displaystyle h(-x)=x^{4}-2x^{3}-x^{2}-5x-1,}
tzn. wyjściowy wielomian ma jeden pierwiastek ujemny, a zastąpienie {\displaystyle x} przez {\displaystyle x+1} daje:
{\displaystyle x^{4}+6x^{3}+11x^{2}+13x+6,}
skąd wniosek, że dany wielomian nie ma pierwiastków większych od 1.

## Konsekwencje i zastosowania
Reguła ta umożliwia też oszacowanie liczby {\displaystyle q} ujemnych pierwiastków wielomianu {\displaystyle f}. Sprowadza się to do sprawdzenia analogicznej wielkości {\displaystyle s_{-}} dla wielomianu {\displaystyle f(-x),} czyli po zmianie na przeciwne znaków współczynników przy nieparzystych potęgach zmiennej: {\displaystyle f(-x)=a_{0}-a_{1}x+a_{2}x^{2}+\ldots +a_{n}(-x)^{n}.} Ponadto zasadnicze twierdzenie algebry mówi, że łączna liczba zespolonych pierwiastków wielomianu – licząc krotności – jest równa jego stopniowi {\displaystyle (\deg f),} co pozwala znaleźć też liczbę pierwiastków poza osią rzeczywistą {\displaystyle (x_{0}\notin \mathbb {R} ){:}} {\displaystyle n-p-q.} Jeśli wszystkie pierwiastki wielomianu są rzeczywiste {\displaystyle (p+q=n),} to {\displaystyle p=s}.

## Literatura dodatkowa
- I.N. Bronsztejn, K.A. Siemiendiajew: Matematyka. Poradnik encyklopedyczny. Wydawnictwo Naukowe PWN. Brak numerów stron w książce